# Nina Stemme
Nina Stemme, née le 11 mai 1963 à Stockholm, est une soprano suédoise spécialiste des rôles de soprano dramatique, et généralement considérée comme la plus grande Isolde actuelle.

## Carrière

### Les débuts
Parallèlement à son parcours universitaire, Nina Stemme suit des cours de chant au Stockholm Opera Studio. Ses débuts dans le rôle de Cherubino (Les Noces de Figaro, de Mozart) à Cortone (Italie) en 1989, puis ses prix successifs aux concours Cardiff Singers of the World et Operalia Placido Domingo en 1993 lancent sa carrière, alors basée principalement à Stockholm et Cologne où elle intègre la troupe de l'opéra. Elle y chante un répertoire allant de Mozart (la Comtesse des Noces de Figaro) à Puccini (Tosca, Madame Butterfly), en passant par Wagner (Elsa de Lohengrin, Freia dans L'Or du Rhin) et Weber (Agathe du Freischütz). Elle fait ses débuts au Festival de Bayreuth en 1997 en Freia dans l'Or du Rhin et chante le rôle trois années de suite, puis se produit également pour la première fois au festival de Salzbourg en 2002 dans Der König Kandaules de Zemlinsky, ouvrage rare qui donne lieu à un CD publié en 2004.

### D'Isolde à Brünnhilde
La reconnaissance internationale vient en 2003, quand Nina Stemme chante le rôle d'Isolde pour la première fois au Festival de Glyndebourne. Elle est depuis considérée comme étant probablement la meilleure interprète actuelle du rôle, l'Isolde de sa génération,. Elle reprend le rôle pour l'ouverture du Festival de Bayreuth en juillet 2005 dans le Tristan und Isolde, mis en scène par Christophe Marthaler.
Toujours chez Wagner ces mêmes années, elle se fait remarquer à Vienne, en Senta (Le Vaisseau fantôme) sous la direction de Seiji Ozawa, et en Sieglinde (La Walkyrie) sous la direction de Franz Welser-Möst, ainsi qu'à Genève, en Elisabeth (Tannhäuser), dans une mise en scène d'Olivier Py en 2005 et à l'opéra de Paris dans la mise en scène de Robert Carsen en 2011.
En 2010, elle interprète pour la première fois, le rôle de Brünnhilde dans La Walkyrie de Richard Wagner à la Scala de Milan. Dès lors elle reprend régulièrement ce rôle où elle est très souvent demandée. En 2012, elle est à nouveau Brünnhilde dans la Walkyrie enregistrée par le label du Mariinsky sous la direction de Valery Gergiev aux côtés de la Sieglinde d'Anja Kampe, du Siegmund de Jonas Kaufmann et du Wotan de René Pape. Nina Stemme est l'une des rares sopranos dramatiques à être capable de réussir l'exploit de chanter les trois Brünnhilde dans un Ring complet, celle de la Walkyrie, puis celle de Siegfried et enfin celle du Crépuscule des dieux, ce qu'elle fait dès 2012 pour le Ring mis en scène par Andreas Kriegenburg à l'opéra de Munich. Elle y reprend son rôle dans la même mise en scène sous la direction musicale de Kirill Petrenko en 2018 puis à nouveau dans le Ring dirigé par Antonio Pappano au Royal Opera House quelques mois plus tard, dont La Walkyrie sera filmé pour donner lieu à un DVD.
Wagner devient peu à peu l'essentiel de ses engagements sur scène, avec de nouvelles prises de rôle comme celle de Kundry durant l'année 2018, dans Parsifal à Zurich puis à Munich. Elle fait l'ouverture de la saison 2016-17 du Metropolitan opera dans Tristan und Isolde aux côtés du Tristan de Stuart Skelton, partenaire qu'elle retrouve pour le festival d'Aix-en-provence de l'été 2021.
Mais sa carrière internationale ne s'arrête pas à Wagner. Elle interprète également Verdi (Leonora de la Forza del destino à Vienne, Amelia du Bal Masqué à Londres, Aïda à Zurich), Chostakovitch (Lady Macbeth de Mzensk à Genève), Richard Strauss (la Maréchale du Chevalier à la rose, le rôle-titre d’Ariane à Naxos à Genève). Elle est également Minnie de La fanciulla del West  à l'opéra de Vienne en 2013 aux côtés du Dick Johnson de Jonas Kaufmann puis à l'opéra de Paris, quelques mois plus tard, dans une mise en scène très controversée de Nikolaus Lehnhoff. Dans Puccini, elle interprète également Turandot et Tosca.
Et elle est Fidelio dans le concert et l'enregistrement qui a suivi, de l'opéra de Beethoven sous la direction de Claudio Abbado, au festival de Lucerne en 2010, rôle qu'elle a repris au théâtre des Champs-Élysées en 2020.
Et c'est dans les interprétations de rôles dramatiques de Richard Strauss qu'elle développe son art notamment le rôle-titre d'Elektra à Vienne, au Metropolitan Opera de New-York, à Paris et la Teinturière en 2019 dans Die Frau ohne Schatten, à nouveau à Vienne.
Elle a été à plusieurs reprises également, l'interprète de Judith dans Le Château de Barbe-Bleue de Béla Bartók, comme à l'opéra de Munich en 2020 dans une mise en scène de Katie Mitchell  puis à la philharmonie de Paris en 2021 aux côtés du baryton Gerald Finley sous la baguette de Esa-Pekka Salonen.
Le Lied occupe également une place importante dans la carrière de Nina Stemme qui se produit régulièrement en récital et dont la discographie témoigne amplement. Elle a notamment interprété et enregistré les Wesendonck Lieder de Richard Wagner et les Quatre derniers Lieder de Richard Strauss.
Le prix Birgit-Nilsson 2018 lui a été remis en présence du couple royal de Suède et du premier ministre du pays. En 2022 elle a reçu le titre honorifique de Kammersängerin à l'opéra de Munich.

## Récompenses
- International Opera Award (2013), prix de l'interprète féminin[28]

## Discographie et vidéographie
- Strauss: Quatre derniers Lieder et scène finales de Salomé et d'Elektra, Nina Stemme, soprano, direction musicale d'Antonio Pappano,  Royal Opera House Orchestra - CD Warner Classic 2007
- Fidelio, de Ludwig van Beethoven, dans le rôle de Leonore, avec Jonas Kaufmann dans le rôle de Florestan, sous la direction de Claudio Abbado. Enregistré au festival de Lucerne en 2010. CD édité par Decca.
- La forza del destino, de Giuseppe Verdi, dans le rôle de Leonora, sous la direction de Zubin Mehta. DVD et Blu-ray édités par C-Major.
- Tristan und Isolde de Richard Wagner, dans le rôle d'Isolde, face au Tristan de Placido Domingo et au Roi Mark de René Pape, sous la direction d'Antonio Pappano, CD EMI en 2005. Le magazine Gramophone a choisi cette interprétation comme référence pour cet opéra[29].
- Tristan und Isolde, de Richard Wagner, dans le rôle d'Isolde, face au Tristan de Robert Gambill (en) et au Roi Mark de René Pape, sous la direction de Jiří Bělohlávek. Enregistré au festival de Glyndebourne les 1er et 6 août 2007. DVD et Blu-ray édités par Opus Arte.
- La fanciulla del west, Giacomo Puccini, avec Nina Stemme, John Lundgren, Pier Giorgio Morandi, Aleksandrs Antoņenko - (DVD et Blu-ray, Multichannel)- Unitel 2012
- La fanciulla del West, de Puccini, avec Nina Stemme et Jonas Kaufmann, enregistré en septembre 2013 à Vienne sous la direction de Franz Welser-Most. DVD et Blu-ray édités par Sony-Classical DVD 2014
- Die Walküre, de Richard Wagner, direction Valery Gergiev, avec Nina Stemme, Anja Kampe, Jonas Kaufmann, René Pape. CD Mariinsky 2012.
- Wagner, Wesendonck-Lieder; Siegfried-Idyll; Overtures , Nina Stemme, Swedish Chamber Orchestra*, Thomas Dausgaard - (SACD, Hybrid, Multichannel) CD 2013
- Nina Stemme sings Wagner (Live 2003-2013), enregistrements réalisés en direct et sur scène de divers grands moments wagnériens Orfeo, CD 2017
- Turandot de Puccini, avec Nina Stemme, Aleksandrs Antonenko, Maria Agresta, Chœur et orchestre dul Teatro Alla Scala sous la direction de Riccardo Chailly, , Production Nikolaus Lehnhoff - DVD Decca 2017
- Strauss, Die Frau Ohne Schatten, Stephen Gould, Camilla Nylund, Wolfgang Koch, Nina Stemme, Evelyn Herlitzius, Orchester Der Wiener Staatsoper, Wiener Staatsopernchor sous la direction de Christian Thielemann - DVD Orfeo - 2020